# Plesianthidium cariniventre
Plesianthidium cariniventre är en biart som först beskrevs av Heinrich Friese 1904.  Plesianthidium cariniventre ingår i släktet Plesianthidium och familjen buksamlarbin. Inga underarter finns listade i Catalogue of Life.